# Filialkirche Straudorf

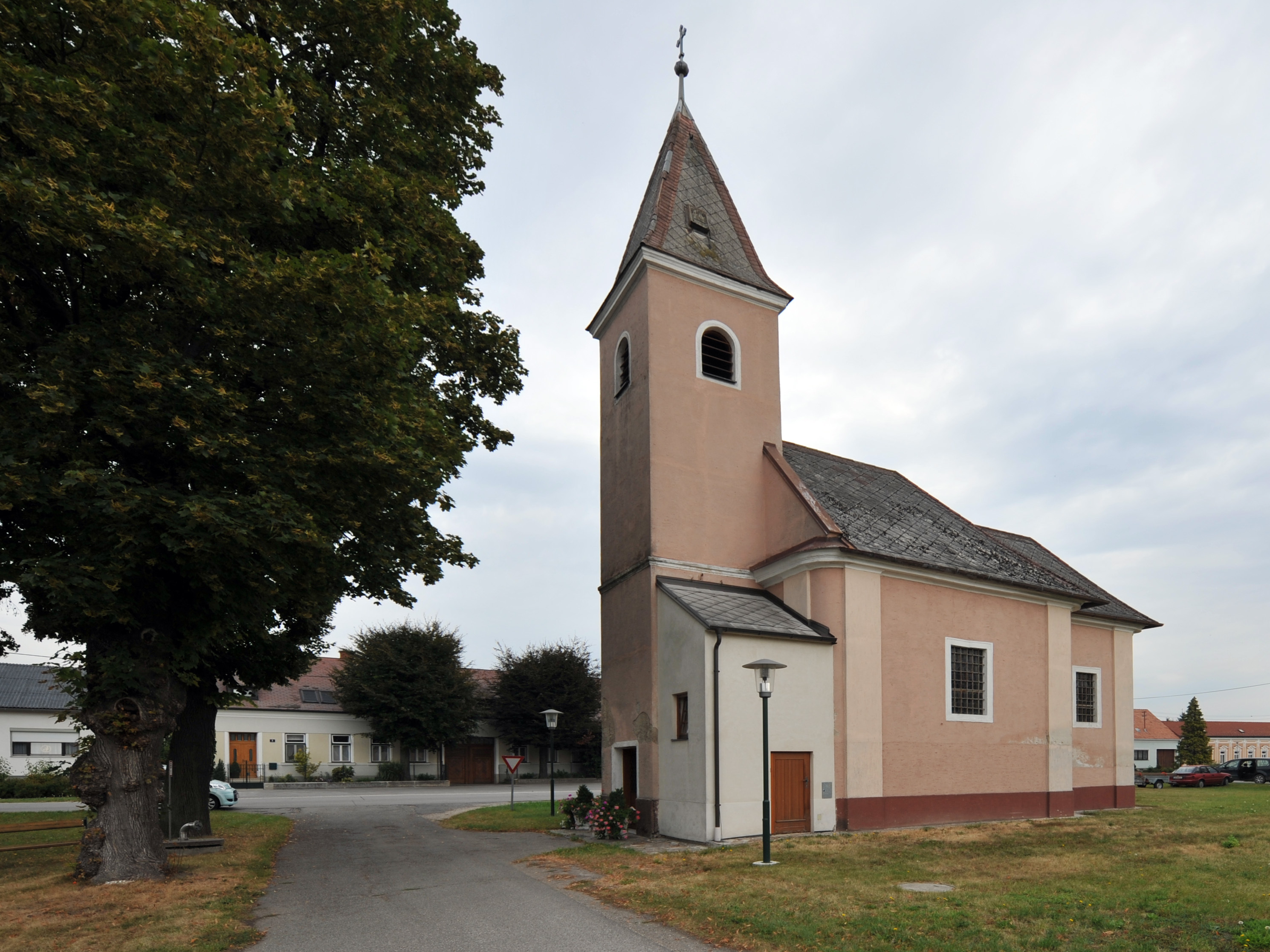
Filialkirche hl. Rosalia in Straudorf

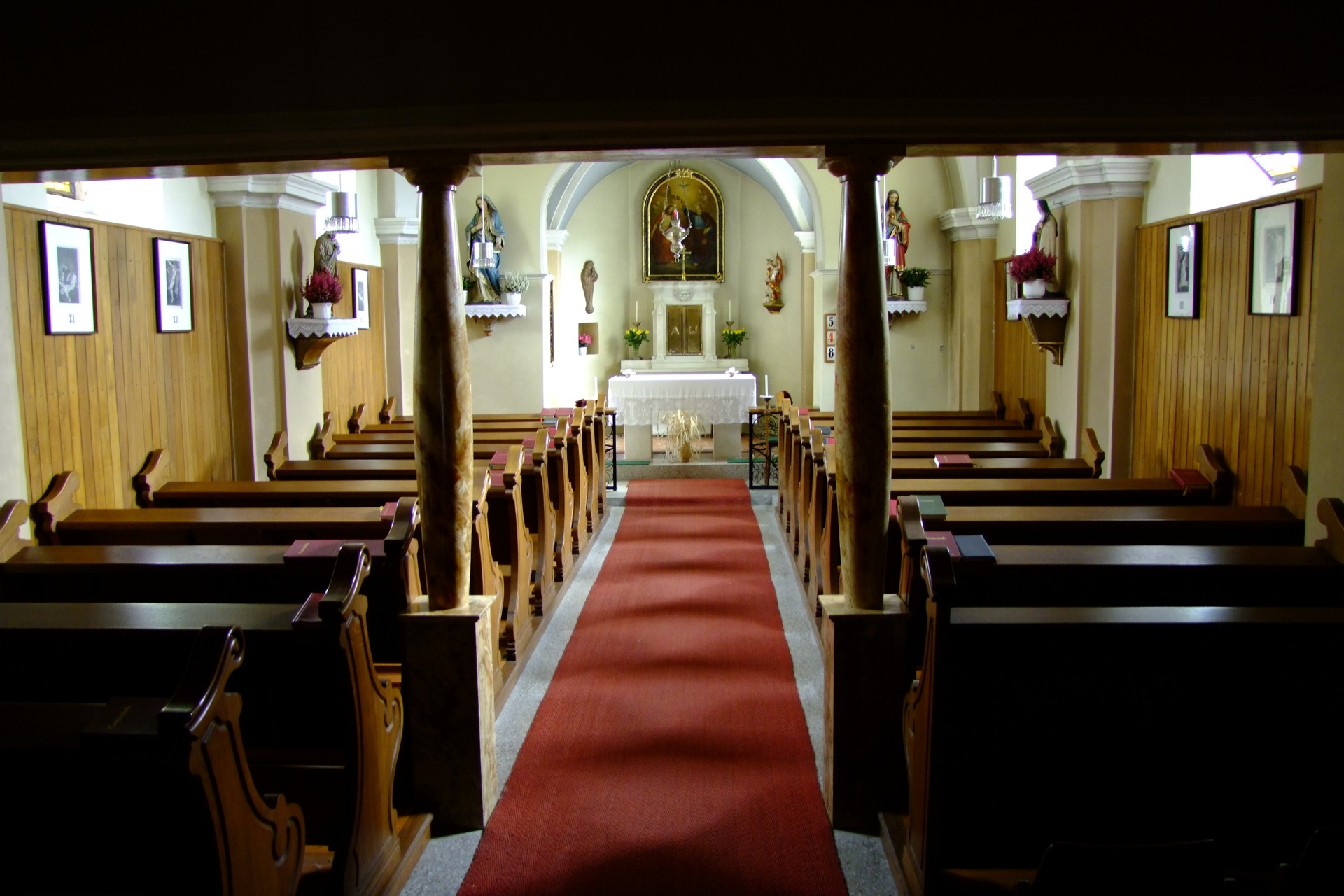
Innenansicht

Die römisch-katholische Filialkirche Straudorf steht in der Ortschaft Straudorf in der Gemeinde Haringsee im Bezirk Gänserndorf in Niederösterreich. Sie ist der heiligen Rosalia geweiht und gehört zur Pfarre Haringsee im Dekanat Marchfeld im Vikariat Unter dem Manhartsberg der Erzdiözese Wien. Das Bauwerk steht unter Denkmalschutz (Listeneintrag).

## Lagebeschreibung
Die Kirche steht in der Angermitte im Ortszentrum von Streudorf.

## Architektur

### Kirchenäußeres
Die kleine barocke Dorfkirche stammt vom Anfang des 18. Jahrhunderts. Das Langhaus ist lisenengegliedert. Der Chor ist eingezogen. Der kleine Kirchturm hat einen Spitzhelm. Der Sakristei-Anbau ist aus neuerer Zeit.

### Kircheninneres
Das Langhaus der Kirche ist einjochig und kreuzgratgewölbt und lagert auf flachen Wandpfeilern. Darüber ist ein verkröpftes Gesims. Der quadratische Chor ist kreuzgewölbt. Das Fresko „Letztes Abendmahl“ stammt vom Anfang des 20. Jahrhunderts.

## Ausstattung
Der bemerkenswerte barocke Säulenaltar stammt aus der Mitte des 18. Jahrhunderts. Das Altarbild zeigt die Heiligen Sebastian und Rochus. Im Altarauszug ist das Auge Gottes und Putten dargestellt. Die Kanzel ist klassizistisch und stammt vom Ende des 18. Jahrhunderts.

## Orgel
Die Orgel stammt aus dem Jahr 1844 von Franz Ullmann.

## Geläut
Die Glocke wurden 1676 gegossen.